# Kagel Canyon
Kagel Canyon – obszar niemunicypalny w Hrabstwie Los Angeles w San Fernando Valley. Położony w południowo-zachodniej części The Angeles National Forest (ANF) na wschód od San Fernando. W roku 2000 razem z obszarem Lopez Canyon łączna liczba ludności wynosiła 697 osób.